# Preston Bailey
Preston Bailey (Portland, 7 luglio 2000) è un attore statunitense.

## Filmografia

### Cinema
- Amusement - Giochi pericolosi (Amusement), regia di John Simpson (2008)
- Una sola verità (Nothing But the Truth), regia di Rod Lurie (2008)
- La città verrà distrutta all'alba (The Crazies), regia di Breck Eisner (2010)
- Judy Moody and the Not Bummer Summer, regia di John Schultz (2011)
- In Your Eyes, regia di Brin Hill (2014)
- Un milione di modi per morire nel West (A Million Ways to Die in the West), regia di Seth MacFarlane (2014)

### Televisione
- Dexter – serie TV, 36 episodi (2007-2012)
- Campi insanguinati (Children of the Corn), regia di Donald P. Borchers – film TV (2009)

## Doppiatori italiani
Nelle versioni in italiano delle opere in cui ha recitato, Preston Bailey è stato doppiato da:
- Giacomo Doni in Dexter (st. 2)
- Tito Marteddu in Dexter (st. 3-7)
- Leonardo Caneva in Judy Moody and the Not Bummer Summer